# Alder Springs (condado de Glenn)
Alder Springs es un área no incorporada ubicada en el condado de Glenn en el estado estadounidense de California.

## Geografía
Alder Springs se encuentra ubicada en las coordenadas 39°39′4″N 122°43′32″O / 39.65111, -122.72556.